# 2016年リオデジャネイロオリンピックのシンクロナイズドスイミング競技
2016年リオデジャネイロオリンピックのシンクロナイズドスイミング競技（2016ねんリオデジャネイロオリンピックのシンクロナイズドスイミングきょうぎ）は、2016年8月15日から8月20日まで実施された。大会の運営は国際水泳連盟（FINA）が行った。

## 出場資格
チームは8カ国、デュエットは24組が出場。デュエットは1カ国1組までと制限がある。
チームの出場国は、開催国（兼アメリカ大陸）のブラジル、2015年ヨーロッパチャンピオンズカップ（ハーレマーメール）の優勝国、2015年世界選手権（カザン）のアジア・アフリカ・オセアニアの最上位国のほか、世界最終予選（リオデジャネイロ）で決定された。
デュエットの出場国は、チームに出場する8カ国とヨーロッパチャンピオンズカップの2番手、2015年パンアメリカン競技大会（トロント）のブラジルを除く最上位国、世界選手権のアジア・アフリカ・オセアニアの2番手のほか、世界最終予選で決定された。なお、世界選手権にて南アフリカはデュエットの出場権を得たが辞退した。また、世界選手権のデュエットにはオセアニアからはオーストラリア（チームの出場権を得た）しか出場しなかったため、オセアニアにデュエットの出場権は割り当てられなかった。
日本代表は世界選手権でデュエットの出場権を確保していたが、世界最終予選（チーム）で2位となり、チームの出場権を獲得した。
2017年に競技名称が「アーティスティックスイミング」に改称されたため、本大会が「シンクロナイズドスイミング」として行われた最後の大会となった。

## 出場国
カッコ内の数字は出場選手数。
- アルゼンチン (2)
- オーストラリア (9)
- オーストリア (2)
- ベラルーシ (2)
- ブラジル (9)
- カナダ (2)
- 中国 (9)
- コロンビア (2)
- チェコ (2)
- エジプト (9)
- フランス (2)
- イギリス (2)
- ギリシャ (2)
- イスラエル (2)
- イタリア (9)
- 日本 (9)
- カザフスタン (2)
- メキシコ (2)
- ロシア (9)
- スロバキア (2)
- スペイン (2)
- スイス (2)
- アメリカ合衆国 (2)
- ウクライナ (9)

## 競技結果
| 種目       | 金 | 銀                                                                  | 銅                                                                                          |
| ---------- | --- | ------------------------------------------------------------------- | ------------------------------------------------------------------------------------------- |
| デュエット | ロシア (RUS) ナタリア・イーシェンコ スヴェトラーナ・ロマシナ | 中国 (CHN) 黄雪辰 孫文雁                                            | 日本 (JPN) 乾友紀子 三井梨紗子                                                              |
| チーム     | ロシア (RUS) ヴラダ・チギレワ ナタリア・イーシェンコ スヴェトラーナ・コレスニチェンコ アレクサンドラ・パツケーヴィチ スヴェトラーナ・ロマシナ アラ・シシキナ マリア・シュロチキナ ゲレナ・トピリナ エレナ・プロコフィエワ | 中国 (CHN) 顧笑 咼俐 李暁璐 梁馨枰 孫文雁 湯夢妮 尹成昕 曽珍 黄雪辰 | 日本 (JPN) 箱山愛香 乾友紀子 丸茂圭衣 三井梨紗子 中牧佳南 中村麻衣 小俣夏乃 吉田胡桃 林愛子 |

## 国・地域別のメダル獲得数
| 順   | 国・地域     | 金 | 銀 | 銅 | 計 |
| ---- | ------------ | -- | -- | -- | -- |
| 1    | ロシア (RUS) | 2  | 0  | 0  | 2  |
| 2    | 中国 (CHN)   | 0  | 2  | 0  | 2  |
| 3    | 日本 (JPN)   | 0  | 0  | 2  | 2  |
| 合計 | 合計         | 2  | 2  | 2  | 6  |